# Río Vichada
El río Vichada es un río del oriente colombiano que nace en el departamento del Meta, en la confluencia de los ríos Planas y Tillavá, en el municipio de Puerto Gaitán. Discurre en dirección oeste-este y recorre todo el departamento homónimo del Vichada, para desembocar en el río Orinoco por la margen occidental.
Este río cruza el municipio de Cumaribo en el departamento del Vichada; la longitud de su curso es de 580 km y tiene una cuenca hidrográfica un poco mayor al área de Cundinamarca con apenas algo más 26 000 km². El río Muco es su principal afluente. San José de Ocuné, Puerto Nariño y Santa Rita son sus principales poblaciones ribereñas. Igualmente sirve de límite natural entre las regiones naturales de la Orinoquia y la Amazonia, en el sector oriental de esta región en Colombia.
La estructura del Vichada, un posible cráter de impacto, se localiza en su curso medio.